# Hague (Saskatchewan)
Pour les articles homonymes, voir Hague (homonymie).
Hague est une ville de la Saskatchewan au Canada.

## Géographie
La localité de Hague est située au centre de la province de Saskatchewan, à 47 km au nord de la ville de Saskatoon.

## Démographie
| 2011 | 2016 | 2021 |
| ---- | ---- | ---- |
| 878  | 874  | 889  |